# 사대기서
사대기서(중국어: 四大奇書)는 중국 원나라와 명나라 대에 걸쳐 완성된 4편의 장편 소설을 일컫는 말이며, 청나라 시대에 들어 정착된 용어이다.

## 목록
- 《삼국지연의》(1330년)
- 《수호전》(1573년?)
- 《서유기》(1590년)
- 《금병매》(1610년)

《금병매》 대신 《홍루몽》을 포함시켜 '사대명저'(중국어: 四大名著)로 부르기도 한다. 사대기서보다 이쪽이 더 일반적이다.